# Petersburg (Tennessee)
Petersburg è un comune degli Stati Uniti d'America, situato nello Stato del Tennessee, diviso tra la Contea di Lincoln e la Contea di Marshall.